# Sonhos e Desejos
Sonhos e Desejos é um filme brasileiro de 2006, do gênero drama, dirigido por Marcelo Santiago em sua estreia como diretor. O roteiro é baseado no romance Balé da Utopia, de Álvaro Caldas. O filme foi produzido por Luiz Carlos Barreto Produções Cinematográficas e distribuído por Paramount Filmes do Brasil.

## Sinopse
Três militantes são obrigados a ficar confinados dentro de um apartamento nos anos 70, em Belo Horizonte. Um deles, um bailarino, acaba de chegar ferido e mantém o rosto coberto por um capuz. Ele é recebido pela estudante Cristiana e seu professor de literatura Saulo, com quem a jovem tem um romance. Durante a convivência, eles discutem e conversam sobre suas vidas, a política e a realidade da época. Com o tempo, a garota se envolve e se apaixona por Vaclav, o revolucionário, causando sérios problemas com o namorado.

## Elenco
- Felipe Camargo.... Saulo
- Mel Lisboa.... Cristiana
- Sérgio Marone.... Vaslav
- Ricardo Pereira.... Roco
- Marco Ricca
- Rômulo Braga

## Produção
As filmagens do longa ocorreram em 2005 nas cidades de Ouro Preto e Belo Horizonte, em Minas Gerais.
O filme teve o título inicial de O Balé da Utopia.

## Principais prêmios e indicações
Festival de Gramado 2006
- Venceu nas categorias de melhor atriz (Mel Lisboa) e melhor direção de arte (Oswaldo Lioi).[10]

## Ligações Externas
- Sonhos e Desejos. no IMDb.